# Emir Kujović
Emir Kujović est un joueur de football international suédois d'origine monténégrine né le 22 juin 1988 à Bijelo Polje. Il évolue au poste de avant-centre, et est actuellement sans club.

## Biographie

### Landskrona BoIS
Il commence sa carrière en Superettan dans le club du Landskrona BoIS. 

### Halmstads BK

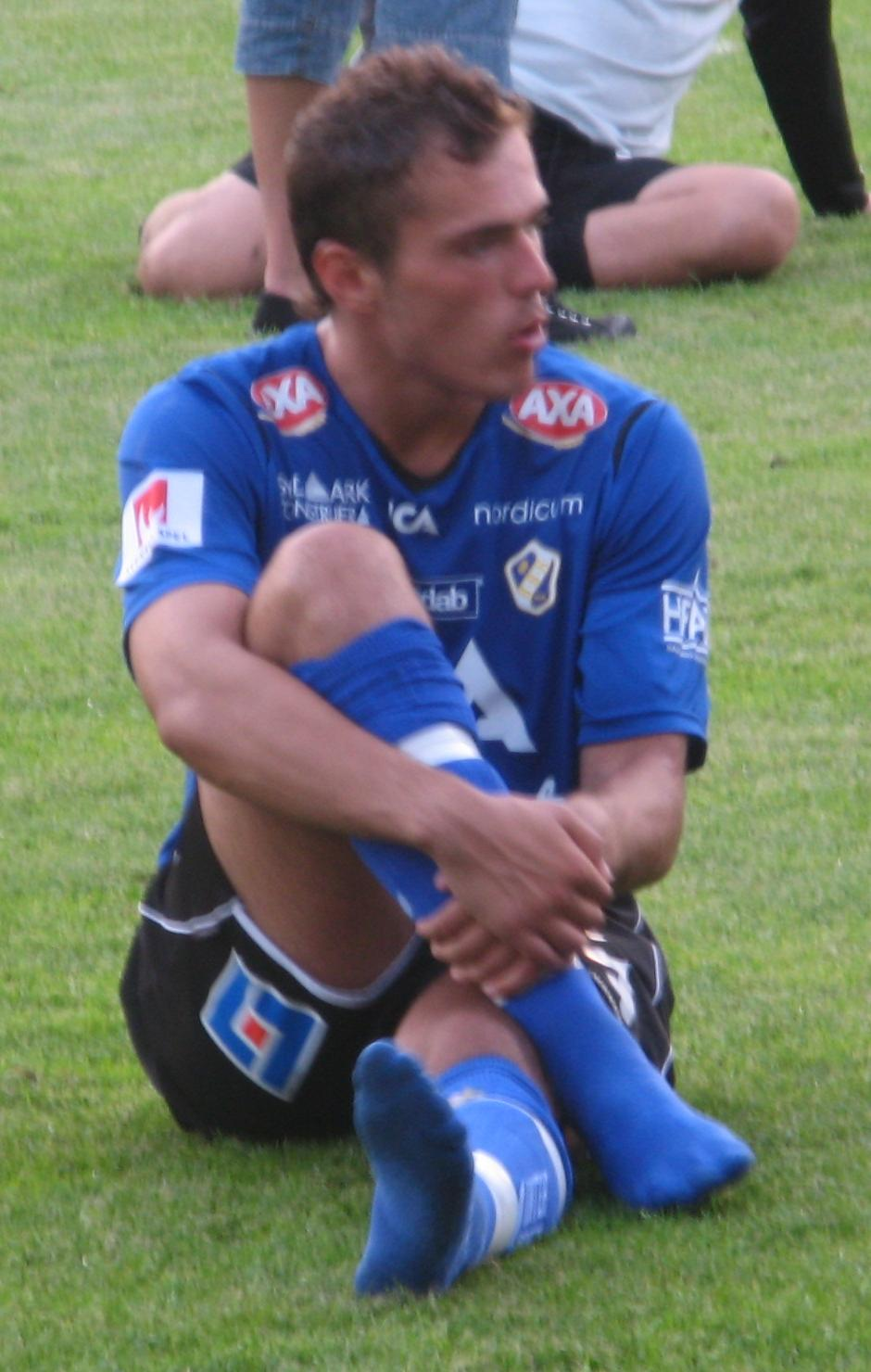
Emir Kujović en 2008 avec le Halmstads BK.

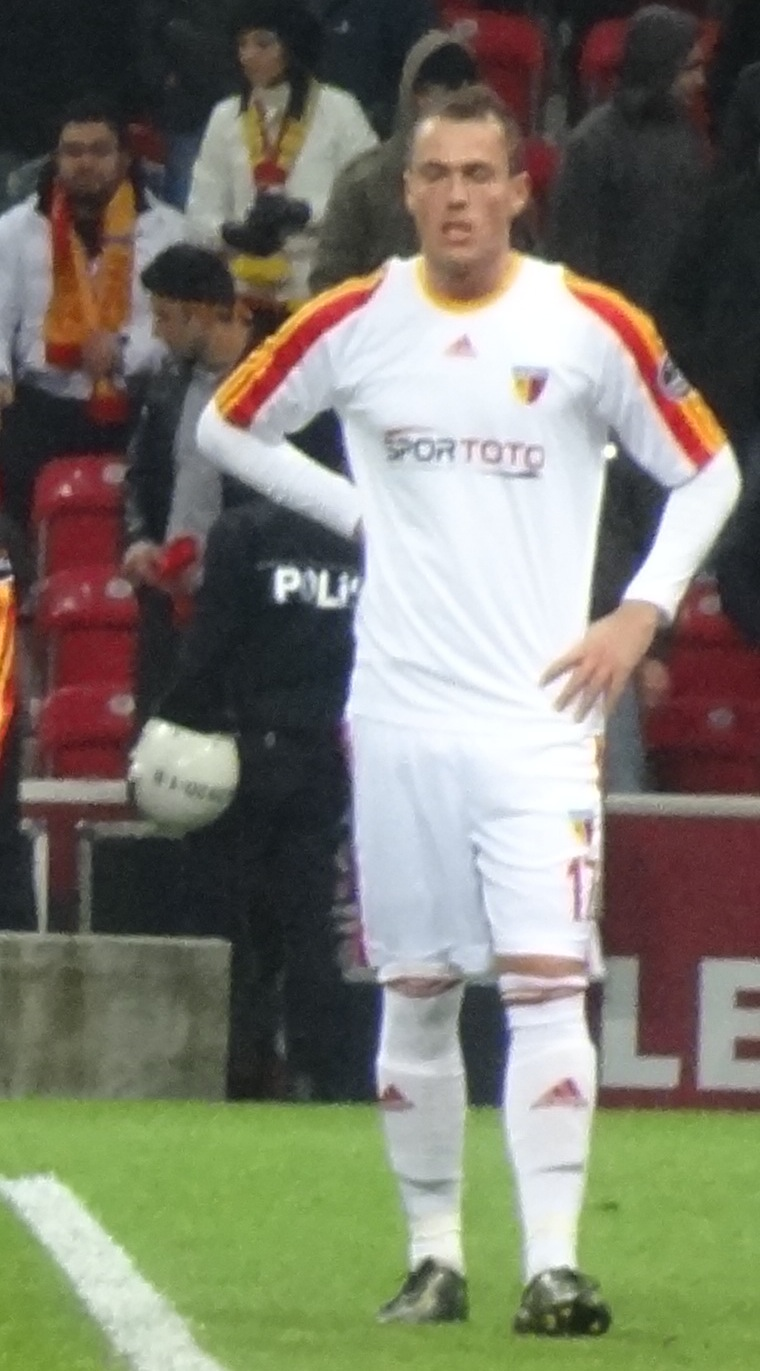
Emir Kujović avec Kayserispor en 2011.

En 2007, il rejoint le Halmstads BK mais il est prêté directement au Falkenbergs FF en Superettan pendant un an. En 2008 il revient au Halmstads BK et fait ses débuts lors du premier match de saison contre Gefle IF, après avoir commencé la rencontre comme remplaçant.
Alors qu'il est au Halmstads BK, il joue avec son frère aîné Ajsel Kujović entre 2007 et 2010.

### Kayserispor
En octobre 2010, Emir Kujović signe un contrat de quatre ans avec les turcs de Kayserispor et avec ces derniers, il fera ses débuts en janvier 2011. Il joue de temps à autre au cours de la saison 2010-2011 et termine quatrième dans la liste de meilleur buteur du club turc cette année-là. Malheureusement, la saison suivante est plus difficile, en partie à cause de blessures. En 2013, Kayserispor le prête au club turc d'Elazigspor.

### IFK Norrköping
Le 9 août 2013, il signe un contrat de 3,5 ans avec l'IFK Norrköping où il retrouve Janne Andersson, son ancien entraîneur du Halmstads BK. 
Avec ce club, il devient meilleur buteur du championnat de Suède 2015, avec 21 buts inscrits.

### La Gantoise
Le 9 juillet 2016, il signe un contrat de 3 ans avec La Gantoise.

### En équipe nationale
Emir Kujović est appelé pour la première fois en novembre 2015 avec la Suède pour les matchs éliminatoires de l'Euro 2016̟ contre le Danemark. Le 11 mai 2016, il est dans la sélection définitive de la Suède pour l'Euro 2016̟ en France. Lors de ce tournoi, la Suède est éliminée en phase de groupes après des défaites contre l'Italie (0-1), la Belgique (0-1) et un match nul contre l'Irlande (1-1). Néanmoins, il ne participera à aucun match lors de cette compétition.

## Statistiques
| Saison                | Club                  | Championnat           | Championnat | Championnat | Coupe(s) nationale(s) | Coupe(s) nationale(s) | Compétition(s) continentale(s) | Compétition(s) continentale(s) | Compétition(s) continentale(s) | Total | Total |
| Saison                | Club                  | Division              | M.          | B.          | M.                    | B.                    | Comp.                          | M.                             | B.                             | M.    | B.    |
| 2006                  | Landskrona BoIS       | Superettan            | 3           | 0           | 0                     | 0                     | -                              | -                              | -                              | 3     | 0     |
| Sous-total            | Sous-total            | Sous-total            | 3           | 0           | 0                     | 0                     | -                              | -                              | -                              | 3     | 0     |
| 2007                  | Halmstads BK          | Allsvenskan           | 0           | 0           | 0                     | 0                     | -                              | -                              | -                              | 0     | 0     |
| Sous-total            | Sous-total            | Sous-total            | 0           | 0           | 0                     | 0                     | -                              | -                              | -                              | 0     | 0     |
| 2007                  | Falkenbergs FF (prêt) | Superettan            | 24          | 6           | 0                     | 0                     | -                              | -                              | -                              | 24    | 6     |
| Sous-total            | Sous-total            | Sous-total            | 24          | 6           | 0                     | 0                     | -                              | -                              | -                              | 24    | 6     |
| 2007                  | Halmstads BK          | Allsvenskan           | 1           | 0           | 0                     | 0                     | -                              | -                              | -                              | 1     | 0     |
| 2008                  | Halmstads BK          | Allsvenskan           | 23          | 4           | 0                     | 0                     | -                              | -                              | -                              | 23    | 4     |
| 2009                  | Halmstads BK          | Allsvenskan           | 29          | 8           | 2                     | 1                     | -                              | -                              | -                              | 31    | 9     |
| 2010                  | Halmstads BK          | Allsvenskan           | 21          | 2           | 1                     | 0                     | -                              | -                              | -                              | 22    | 2     |
| Sous-total            | Sous-total            | Sous-total            | 74          | 14          | 3                     | 1                     | -                              | -                              | -                              | 77    | 15    |
| 2010-2011             | Kayserispor           | Süper Lig             | 12          | 4           | 0                     | 0                     | -                              | -                              | -                              | 12    | 4     |
| 2011-2012             | Kayserispor           | Süper Lig             | 18          | 8           | 3                     | 2                     | -                              | -                              | -                              | 21    | 10    |
| 2012-2013             | Kayserispor           | Süper Lig             | 4           | 0           | 1                     | 0                     | -                              | -                              | -                              | 5     | 0     |
| Sous-total            | Sous-total            | Sous-total            | 34          | 12          | 4                     | 2                     | -                              | -                              | -                              | 38    | 14    |
| 2012-2013             | Elazığspor (prêt)     | Süper Lig             | 3           | 0           | 0                     | 0                     | -                              | -                              | -                              | 3     | 0     |
| Sous-total            | Sous-total            | Sous-total            | 3           | 0           | 0                     | 0                     | -                              | -                              | -                              | 3     | 0     |
| 2013                  | IFK Norrköping        | Allsvenskan           | 2           | 0           | 4                     | 2                     | -                              | -                              | -                              | 6     | 2     |
| 2014                  | IFK Norrköping        | Allsvenskan           | 19          | 10          | 4                     | 0                     | -                              | -                              | -                              | 23    | 10    |
| 2015                  | IFK Norrköping        | Allsvenskan           | 29          | 21          | 0                     | 0                     | -                              | -                              | -                              | 29    | 21    |
| 2016                  | IFK Norrköping        | Allsvenskan           | 9           | 7           | 4                     | 3                     | -                              | -                              | -                              | 13    | 10    |
| Sous-total            | Sous-total            | Sous-total            | 59          | 38          | 12                    | 5                     | -                              | -                              | -                              | 71    | 43    |
| 2016-2017             | La Gantoise           | Jupiler Pro League    | 1           | 0           | 1                     | 0                     | C3                             | 2                              | 0                              | 4     | 0     |
| Sous-total            | Sous-total            | Sous-total            | 1           | 0           | 1                     | 0                     | -                              | 2                              | 0                              | 4     | 0     |
| Total sur la carrière | Total sur la carrière | Total sur la carrière | 198         | 70          | 20                    | 8                     | -                              | 2                              | 0                              | 220   | 78    |

## Palmarès

### En club
- IFK Norrköping
  - Championnat de Suède
    - Champion : 2015

  - Supercoupe de Suède
    - Vainqueur :  2015

### Distinctions personnelles
Il est meilleur buteur du Championnat de Suède avec l'IFK Norrköping en 2015.